# Chevrolet 1500
Chevrolet 1500 ist die Bezeichnung für fünf Pkw-Modelle der 1950er- und 1960er-Jahre. Hersteller war Chevrolet in den USA.

## Beschreibung
Im Jahre 1957 gab es den One-Fifty. Er war als Limousine mit 2 oder 4 Türen und als 3-Türiger Kombi erhältlich.
1958 hießen die 2- oder 4-Türige Limousine Biscayne und der 5-Türige Kombi Brookwood.
Von 1959 bis 1964 hieß das entsprechende Modell Bel Air und war als Limousine mit 2 oder 4 Türen, 2-Türiges Coupé oder 5-Türiger Kombi erhältlich.
Daneben gab es unter dieser Bezeichnung von 1959 bis 1960 5-Türige Kombis namens Kingswood und Parkwood. Letzterer war auch 1961 noch erhältlich.
Für diese Modelle gab es Sechszylinder-Reihenmotoren und (nur 1957) auch einen Achtzylinder-V-Motor. Sie sind vorne eingebaut und treiben die Hinterräder an.